# Phoenix club
Phoenix club je převážně anglický sportovní termín, který označuje novou následnickou organizaci pokračující v tradicích a sportovní činnosti organizace, jež z nějakého důvodu zanikla a nebo ukončila sportovní činnost. Ve většině případech je tato organizace založená příznivci starého klubu, již se nechtějí smířit se zánikem svého oblíbeného mužstva. Tzv. "Phoenix club" má většinou totožné a nebo podobné jméno zaniklé organizace. Též mívá velmi podobné logo, dresy a nebo klubové barvy. Tento termín se většinově používá v britském fotbale, ale dá se využít i pro podobné kluby jiných států.
Termín vznikl z legendy o bájném ptáku fénixovi, jenž zemře spálením sebe sama a opět se ze svého popela narodí.

## Fotbal

### Anglie
| Původní klub                 | tzv. "Phoenix club"     | Rok založení |
| ---------------------------- | ----------------------- | ------------ |
| Accrington Stanley FC (1891) | Accrington Stanley FC   | 1968         |
| Aldershot FC                 | Aldershot Town FC       | 1992         |
| Wimbledon FC                 | AFC Wimbledon           | 2002         |
| Hornchurch FC                | AFC Hornchurch          | 2005         |
| Scarborough FC               | Scarborough Athletic FC | 2007         |
| Halifax Town AFC             | FC Halifax Town         | 2008         |
| Chester City FC              | Chester FC              | 2010         |
| Rushden & Diamonds FC        | AFC Rushden & Diamonds  | 2011         |
| Hereford United FC           | Hereford FC             | 2015         |
| Salisbury City FC            | Salisbury FC            | 2015         |

### Belgie
| Původní klub | tzv. "Phoenix club"    | Rok založení |
| ------------ | ---------------------- | ------------ |
| RE Mouscron  | Royal Excel Mouscron   | 2010         |
| Beerschot AC | KFCO Beerschot Wilrijk | 2013         |

### Česká republika
| Původní klub   | tzv. "Phoenix club"     | Rok založení |
| -------------- | ----------------------- | ------------ |
| FC Union Cheb  | FK Hvězda Cheb          | 2001         |
| 1. FK Drnovice | Fotbalový klub Drnovice | 2006         |

### Francie
| Původní klub        | tzv. "Phoenix club" | Rok založení |
| ------------------- | ------------------- | ------------ |
| Gap Hautes-Alpes FC | Gap Foot 05         | 2012         |

### Lotyšsko
| Původní klub          | tzv. "Phoenix club" | Rok založení |
| --------------------- | ------------------- | ------------ |
| FK Liepājas Metalurgs | FK Liepāja          | 2014         |

### Německo
| Původní klub                    | tzv. "Phoenix club"             | Rok založení |
| ------------------------------- | ------------------------------- | ------------ |
| BSG Chemie Leipzig              | FC Sachsen Leipzig              | 1990         |
| Blau-Weiß 90 Berlin             | SV Blau Weiss Berlin            | 1992         |
| BSG Chemie Leipzig              | BSG Chemie Leipzig (1997)       | 1997         |
| 1. FC Lokomotive Leipzig (1966) | 1. FC Lokomotive Leipzig (2003) | 2003         |
| DVV Coburg                      | FC Coburg                       | 2011         |

### Rumunsko
| Původní klub             | tzv. "Phoenix club"       | Rok založení |
| ------------------------ | ------------------------- | ------------ |
| FC Politehnica Timișoara | ASU Politehnica Timișoara | 2012         |

### Skotsko
| Původní klub | tzv. "Phoenix club" | Rok založení |
| ------------ | ------------------- | ------------ |
| Gretna FC    | Gretna FC 2008      | 2008         |

### Slovinsko
| Původní klub                 | tzv. "Phoenix club"          | Rok založení |
| ---------------------------- | ---------------------------- | ------------ |
| I. SSK Maribor               | NK Branik Maribor            | 1949         |
| NK Ljubljana                 | FC Ljubljana                 | 2005         |
| NK Olimpija Ljubljana (1945) | NK Olimpija Ljubljana (2005) | 2005         |

### Španělsko
| Původní klub | tzv. "Phoenix club"        | Rok založení |
| ------------ | -------------------------- | ------------ |
| UD Salamanca | Unionistas de Salamanca CF | 2013         |

### Wales
| Původní klub      | tzv. "Phoenix club" | Rok založení |
| ----------------- | ------------------- | ------------ |
| Merthyr Town FC   | Merthyr Tydfil FC   | 1945         |
| Newport County    | Newport County AFC  | 1989         |
| Merthyr Tydfil FC | Merthyr Town FC     | 2010         |

## Lední hokej

### Česká republika
| Původní klub     | tzv. "Phoenix club" | Rok založení |
| ---------------- | ------------------- | ------------ |
| HC ZVVZ Milevsko | HC Milevsko 2010    | 2010         |

### Kanada
| Původní klub                | tzv. "Phoenix club" | Rok založení |
| --------------------------- | ------------------- | ------------ |
| Ottawa Senators (1893–1934) | Ottawa Senators     | 1992         |
| Winnipeg Jets (1972–1996)   | Winnipeg Jets       | 2011         |

### Německo
| Původní klub       | tzv. "Phoenix club"              | Rok založení |
| ------------------ | -------------------------------- | ------------ |
| BSC Preussen       | ECC Preussen Berlin              | 2004         |
| Frankfurt Lions    | Löwen Frankfurt                  | 2010         |
| Hannover Scorpions | Hannover Scorpions von 2013 GmbH | 2013         |

### Slovinsko
| Původní klub       | tzv. "Phoenix club" | Rok založení |
| ------------------ | ------------------- | ------------ |
| HK Acroni Jesenice | HDD Jesenice        | 2013         |

### Švédsko
| Původní klub                | tzv. "Phoenix club"          | Rok založení |
| --------------------------- | ---------------------------- | ------------ |
| Hammarby Hockey (1921–2008) | Hammarby IF Ishockeyförening | 2008         |